# Celia Wray
Celia Wray (30 de maig del 1872 - 30 de novembre del 1954) fou una arquitecta i suffragette anglesa.

## Biografia
Va nàixer a Barnsley, Yorkshire, al 1872, filla de Jane Burrows Batty (1846-1910) i Charles Wray (1944-1931). El seu pare fou nomenat Freeman of the Borough el 1921, abans del seu retir.

## Activisme
Celia Wray va ser arquitecta a Barnsley; al 1908 va dissenyar algunes cases de camp a Cudworth, que encara resten en peus. Al voltant del 1896 militava en la Unió d'Emancipació de les Dones. També fou una destacada activista pel sufragi, membre de la Societat pel Sufragi de Barnsley (fundada el 1902), i secretària entre 1908 i 1920, quan deixà la ciutat. Va ser parella de la científica Alice Laura Embleton (1877–1960). Ambdues van ser fotografiades amb altres sufragistes que protestaven davant les oficines de Barnsley Chronicle al gener del 1910. Al 1911, vivia amb son pare a Barnsley quan el dia del cens Embleton estava de visita. Igual que moltes altres sufragistes, les dues van desfigurar el document del cens ratllant-lo.

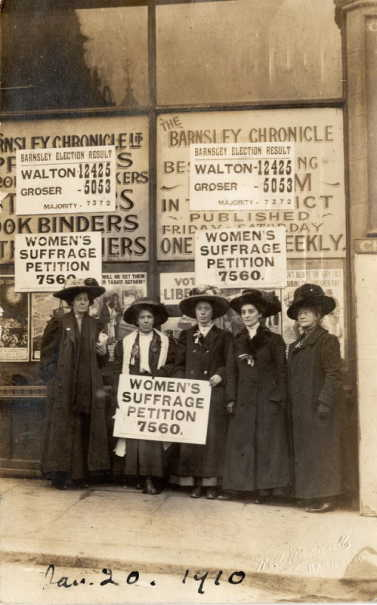
Alice Laura Embleton, O. Royston, Celia Wray, M. Fielden i E. Ford protestant davant Barnsley Chronicle el 20 de gener del 1910

Amb Alice Laura Embleton, Evelina Haverfield i Vera Holme van crear la "Lliga Foosack", la filiació de la qual estava restringida a dones i sufragistes, i sembla que era una societat lèsbica secreta. Les quatre eren amigues íntimes, com ho demostren les moltes cartes escrites entre elles, sobretot durant la Primera Guerra Mundial.
En els darrers anys Celia Wary va viure amb Alice Embleton en The Elms de Saxmundham, Suffolk.
Va morir a Blythburgh, Suffolk, el 1954, als 82 anys.